# Islanders FC
El Islanders FC es un equipo de fútbol de la isla de Tórtola que juega en el Campeonato de fútbol de las Islas Vírgenes Británicas, la liga principal de las Islas Vírgenes Británicas.
Fue fundado en el 2008, en la isla de Tórtola.

## Palmarés
- Campeonato de fútbol de las Islas Vírgenes Británicas: 8

2009-10, 2010-11, 2011-12, 2012-13, 2013-14, 2014-15, 2016-17, 2019-20
- Terry Evans Knockout Cup: 4

2010, 2013, 2014, 2017
- Heineken Challenge Cup: 1

2012
- President's Cup: 1

2021